# 职业性听力损失

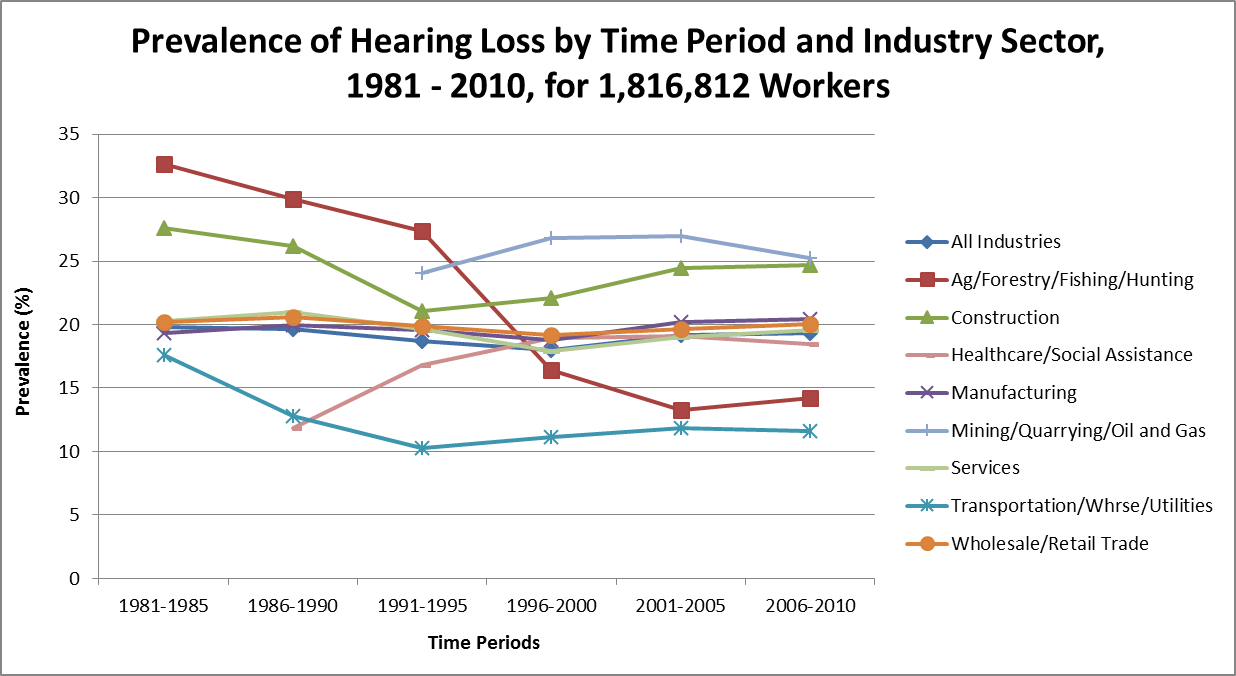
美国不同行业工人听力损失患病率时间变化图

职业性听力损失( OHL ) 是在工作中接触过多的噪声和化学品等职业危害导致的听力损失。噪声是一种常见的工作场所职业性有害因素，被公认为噪声性听力损失和耳鸣的风险因素，但它并不是导致工作相关听力损失的唯一风险因素。 此外，噪声性听力损失也不仅仅发生在职业环境中。
OHL是全球各种工作环境中备受关注的职业健康问题 。  美国职业安全与健康管理局(OSHA)、国家职业安全卫生研究所(NIOSH) 和矿山安全与健康管理局(MSHA) 等机构， 与企事业管理人员和员工通力合作，应用危害控制层级来消除或减少职业危害因素。在美国，OHL是最常见的工作相关疾病之一。  职业性听力损失的职业危害因素为工业噪声和耳毒性化学品。 单独暴露于噪声或单独暴露于耳毒性化学品均可能导致听力损失，然而，如果同时暴露于这两个职业危害因素，可能会引起更严重的听力损失。 很多没有测试耳毒性的化学品可能对听力损失存在未知危险。
2016年NIOSH的研究发现，采矿业的听力障碍患病率最高，为 17%；接下来是建筑业 和制造业，分别为16%和14%； 公共安全部门最低，为 7%。  对有职业噪声暴露史的劳动适龄成年人的听力测试结果证实，33% 患有噪声引起的听力损害，16%患有实质性的听力障碍。   对服务行业的专项调查表明，虽然服务业行业听力损失的总体患病率只有 17% ，与所有行业平均患病率（16%）接近，但是其中一些子行业的患病率比较高（比服务行业总体患病率高了 10-33%），  一些行业的调整听力损失风险同时/或者显著高与参考行业。在所有子行业中， 城市社区管理和农村发展子行业听力损失患病率最高，为50%；固体废物燃烧和焚化子行业的听力损失风险最高，其风险水平比参考行业高一倍以上。研究还发现，房地产租赁业和金融行业（信用社、电话服务中心）等传统上认为听力损失“低风险”的子行业，听力损失患病率和听力损失风险也比较高。 
通过为工人提供个人防护设备，如耳塞等，或者对噪声和化学品产生源头采用工程控制措施，或者采取行政控制措施，如限制接触时间或水平等，都可以减少工人的噪声和化学品暴露。   